# Zwiebelfisch (Buchdruck)

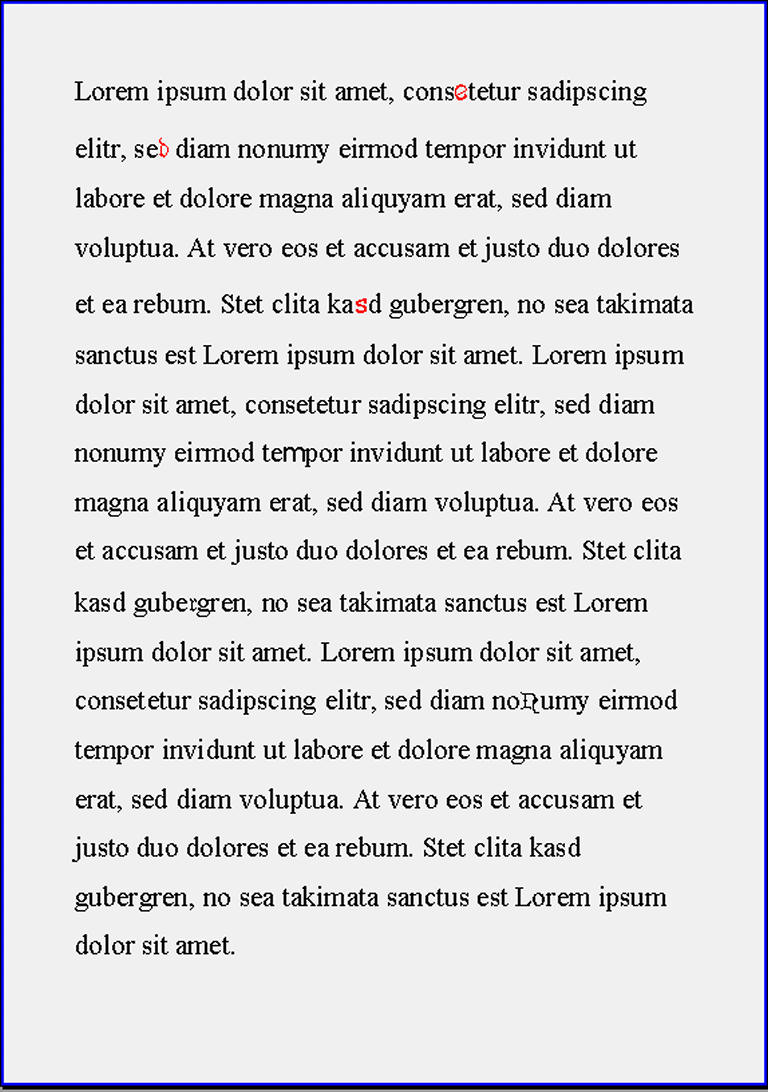
Zwiebelfische im Text, drei markiert und drei unmarkiert

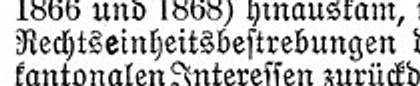
Zwiebelfisch („e“ in „einheit“) aus Meyers Konversationslexikon, 4. Auflage, 8. Band, Seite 500

Zwiebelfische nennen Schriftsetzer und Buchdrucker einzelne Buchstaben innerhalb eines Textes aus einer anderen Schrift oder einem anderen Schriftschnitt, beispielsweise ein fettes e in einem in normaler Stärke gesetzten Wort. Der Begriff stammt aus dem Bleisatz (Handsatz).
Der Begriff soll auf den auch als Zwiebelfisch bezeichneten Ukelei (Alburnus lucidus) zurückgehen, der als minderwertiger Fisch galt und deshalb in der Frühneuzeit zum Synonym für minderwertige Ware wurde. Eine unaufmerksam arbeitende Setzerei wurde analog zu den wenig angesehenen Marktständen der Zwiebelfischhändler auch als Zwiebelfischbude bezeichnet.
Wurden einzelne Lettern beim Auflösen einer gesetzten Kolumne (fachsprachlich Ablegen genannt) in den falschen Setzkasten zurücksortiert, so konnten dadurch später Lettern einer anderen Schrift oder eines anderen Schriftschnittes in Texte kommen, die aus diesem Setzkasten neu zusammengesetzt wurden.

## Abgrenzung
Beim Desktop-Publishing und allgemein beim Computersatz kommen analoge Effekte vor, die jedoch nicht „Zwiebelfische“ genannt werden. In diesen Fällen liegt kein Fehler des Setzers vor, sondern sie entstehen dadurch, dass der Glyphenvorrat der verwendeten Schrift nicht alle für den Text benötigten Zeichen umfasst. Hier muss der Setzer die fehlenden Glyphen systematisch aus einer anderen Schrift setzen, was im fertigen Satz je nach dem Grad der Ähnlichkeit zwischen den Schriften mehr oder weniger auffällig wirken kann. Vor dem Satz eines Textes ist daher zu prüfen, ob die gewählte Schrift die für den Text erforderlichen Zeichen bereithält. So kommt  es in anderswo gesetzten deutschsprachigen Gebrauchsanweisungen vor, dass statt scharfer „ß“ durchweg griechische beta „β“ gedruckt stehen.
Ebenfalls kein Zwiebelfisch ist die Verwendung einzelner technischer oder mathematischer Zeichen, die prinzipiell oder sehr häufig unabhängig von der verwendeten Grundschrift des Textes aus speziellen Zeichensätzen für Sonderzeichen gesetzt werden. Ein Beispiel dafür ist das Durchmesserzeichen.
Automatisch werden häufig bei der Interpretation von HTML-Code durch einen Browser fehlende Zeichen durch entsprechende Zeichen aus einer anderen Schriftart ersetzt. Dies zeigt eine Beschränkung sparsam ausgestatteter Standardzeichensätze und keinen Setzfehler. Beobachten lässt sich der Effekt beispielsweise bei der Schreibung von Exponenten: Die hochgestellten Ziffern 0 bis 3 sind in zahlreichen Schriftarten vorhanden, die hochgestellten Ziffern 4 bis 9 in vergleichsweise wenigen. Hier wird – soweit vorhanden – auf eine Ersatzschrift zurückgegriffen, so dass sich im Vergleich ein erkennbarer Unterschied in Zeichengröße, Strichstärke und dem Maß des Grundlinienversatzes zeigen kann: ⁰ ¹ ² ³ ⁴ ⁵ ⁶ ⁷ ⁸ ⁹.

## Trivia
Zwiebelfisch ist der Name einer berühmten Kneipe in Berlin-Charlottenburg, in der sich Typografen, Künstler, Journalisten, Professoren und Politiker seit 1967 treffen.